# Bushy Park
Bushy Park ist einer der königlichen Parks in London. Er liegt im Südwesten von London, im Stadtbezirk Richmond upon Thames, und hier im Stadtteil (Ward) Teddington.
Der 4,5 km² große Park liegt unmittelbar nördlich des Hampton Court Palace, wenige Gehminuten von Kingston upon Thames entfernt. Im Park befinden sich Teiche zum Fischen und für Modellboote, Reitwege, Blumengärten, ein Farndickicht mit frei lebenden Hirschen, Wildtierschutzgebiete, die Gebäude der National Physical Laboratory und die Royal Paddocks (königliche Pferdekoppel).

## Geschichte
Die heute als Bushy Park bekannte Gegend ist schon vor über 4000 Jahren besiedelt worden, wie der Fund eines Grabhügels aus der Bronzezeit beweist. Als König Henry VIII. im Jahr 1529 den Hampton Court Palace von Thomas Wolsey geschenkt erhalten hatte, kamen auch drei Parks in seinen Besitz: Hare Warren, Middle Park and Bushy Park. Der begeisterte Jäger ließ im Park Hirsche ansiedeln.

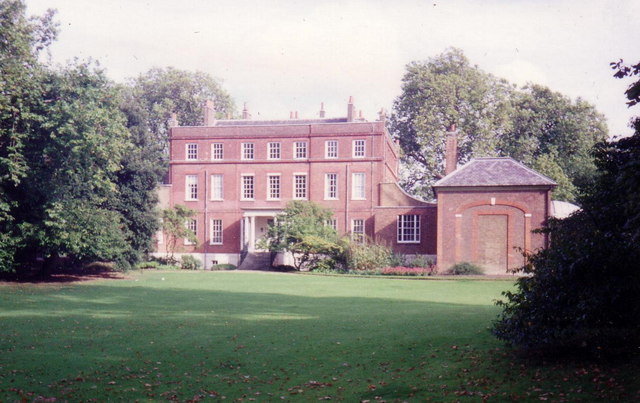
Bushy House

König Charles I. ließ den Longford River ausheben, einen 19 Kilometer langen Kanal, der Hampton Court Palace und die zahlreichen Teiche mit Wasser versorgte. In seinem Auftrag baute Christopher Wren einen Diana-Brunnen und die Chestnut Avenue, die Hauptachse zwischen dem Palast und der Sandy Lane in Teddington. Der Park wurde 1752 der Öffentlichkeit zugänglich gemacht, nachdem Timothy Bennet, ein Schuhmacher aus Hampton Wick, ein Durchgangsrecht erhalten hatte. 
Ende des 18. und Anfang des 19. Jahrhunderts lebte hier der spätere König Wilhelm IV. als Herzog von Clarence mit seiner Mätresse, der irischen Schauspielerin Dorothea Jordan und ihren zehn illegitimen Kindern. Das Paar trennte sich 1811. Später zog Wilhelm mit seiner Frau Adelheid zeitweise hier ein, die sich um seine Kinder kümmerte und sich später auch als Witwe hierher zurückzog.
Ende des 19. Jahrhunderts entstanden im Bushy Park die Regeln des modernen Hockey-Sport. Während des Zweiten Weltkriegs befand sich in einem Gebäude im Park das Supreme Headquarters Allied Expeditionary Force, wo General Dwight D. Eisenhower den D-Day plante.
Im Bushy Park fand am 2. Oktober 2004 erstmals der Bushy Time Trial statt (mit 13 Teilnehmern). Daraus entwickelte sich der parkrun, ein weltweit jeden Samstagmorgen stattfindender 5-km-Lauf für Jedermann. Auch Bushy Park ist nach wie vor ein aktiver parkrun-Standort und wird dank seiner Bedeutung als Gründungsort gern von Parkrunnern aus aller Welt aufgesucht. 